# محمود یلماز
محمود یلماز (انگلیسی: Mahmut Yılmaz؛ زادهٔ ۶ اکتبر ۱۹۷۹) بازیکن فوتبال اهل ترکیه است.
از باشگاه‌هایی که در آن بازی کرده‌است می‌توان به باشگاه فوتبال مانیسااسپور و باشگاه فوتبال هامبورگ اشاره کرد.
وی همچنین در تیم ملی فوتبال زیر ۲۱ سال آلمان بازی کرده‌است.